# Dưỡng chấp

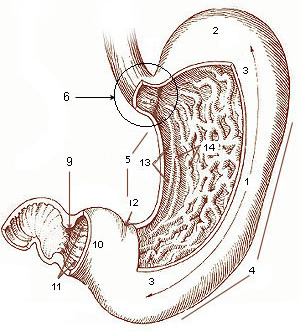
Dạ dày đóng vai trò quan trọng trong việc hình thành nhũ chấp.

Dưỡng chấp hoặc dưỡng trấp là dạng bán lỏng của khối thức ăn bị tiêu hóa một phần ở dạ dày và được đẩy xuống qua van môn vị, vào tá tràng (phía đầu ruột non). Nhiều tài liệu vẫn lẫn lộn giữa dưỡng chấp và nhũ chấp. Dưỡng chấp tiếng Anh là chyme, tiếng Hán là thực my, trong khi nhũ chấp tiếng Anh là chyle, tiếng Hán là nhũ my. Nhũ chấp là chất dịch gồm bạch huyết và các chất béo tự do hình thành ở ruột non, có màu như sữa (do đó trong tên gọi mới có từ nhũ, nghĩa là sữa) và được vận chuyển trong mạch nhũ chấp, một dạng mạch bạch huyết.
Dưỡng chấp có được là kết quả từ sự phân giải cơ học và hóa học của viên thức ăn (bolus). Dưỡng chấp có thể chứa một phần thức ăn được tiêu hóa, nước, axit clohydric và các enzyme tiêu hóa khác nhau. Dưỡng chấp đi từ từ qua cơ vòng môn vị vào tá tràng, nơi việc hấp thụ các chất dinh dưỡng sẽ bắt đầu. Tùy thuộc vào lượng và chất của bữa ăn, dạ dày sẽ tiêu hóa thức ăn thành dưỡng chấp trong khoảng từ 40 phút cho đến vài giờ.
Với độ pH chỉ khoảng 2, dưỡng chấp khi vừa đi ra từ dạ dày có tính axit cao. Vì vậy nên tá tràng tiết ra một hormone, cholecystokinin (CCK), giúp làm co túi mật, giải phóng dịch mật mang tính kiềm vào tá tràng. CCK cũng gây ra sự giải phóng các enzyme tiêu hóa từ tuyến tụy. Tá tràng là một phần ngắn của ruột non nằm giữa dạ dày và phần còn lại của ruột non. Tá tràng cũng sản xuất hormone tiết ra để kích thích tiết dịch tụy chứa lớn natri bicarbonate, nhờ vậy làm tăng độ pH của dưỡng chấp đến 7. Sau đó, dưỡng chấp di chuyển qua hỗng tràng và hồi tràng, nơi quá trình tiêu hóa tiếp tục và những phần không sử dụng sẽ tiếp tục đi tiếp vào ruột già (đại tràng). Tá tràng được bảo vệ bởi một lớp niêm mạc dày và nhờ hoạt động trung hòa của natri bicarbonate và mật nên không bị dưỡng chấp mang tính axit gây tổn thương.
Ở độ pH 7, các enzyme có từ dạ dày không còn hoạt động nữa. Điều này khiến phần chất dinh dưỡng còn lại sẽ được phân giải tiếp tục bởi các vi khuẩn kỵ khí, và cùng một lúc giúp "gói" phần còn lại. Những vi khuẩn này cũng giúp tổng hợp vitamin B và vitamin K, sẽ được hấp thụ cùng với các chất dinh dưỡng khác.